# Sarcofagídeos
Sarcofagídeos (Sarcophagidae; do grego σάρξ sarx = carne, φαγεῖν phagein = comer) são uma família de moscas comumente conhecidas como moscas da carne. Eles diferem da maioria das moscas por serem ovovíparos, depositando oportunisticamente larvas incubadas ou em incubação em vez de ovos em carniça, esterco, material em decomposição ou feridas abertas de mamíferos, daí seu nome comum. Algumas larvas de mosca da carne são parasitas internos de outros insetos, como Orthoptera, e algumas, em particular Miltogramminae, são cleptoparasitas de Hymenoptera solitários. Os adultos se alimentam principalmente de fluidos de corpos animais, néctar, alimentos doces, fluidos de dejetos animais e outras substâncias orgânicas. Os juvenis precisam de proteína para se desenvolver e podem ser depositados na carniça, esterco ou alimentos vegetais doces (incluindo frutas, nozes e alimentos artificiais).

## Características diagnósticas

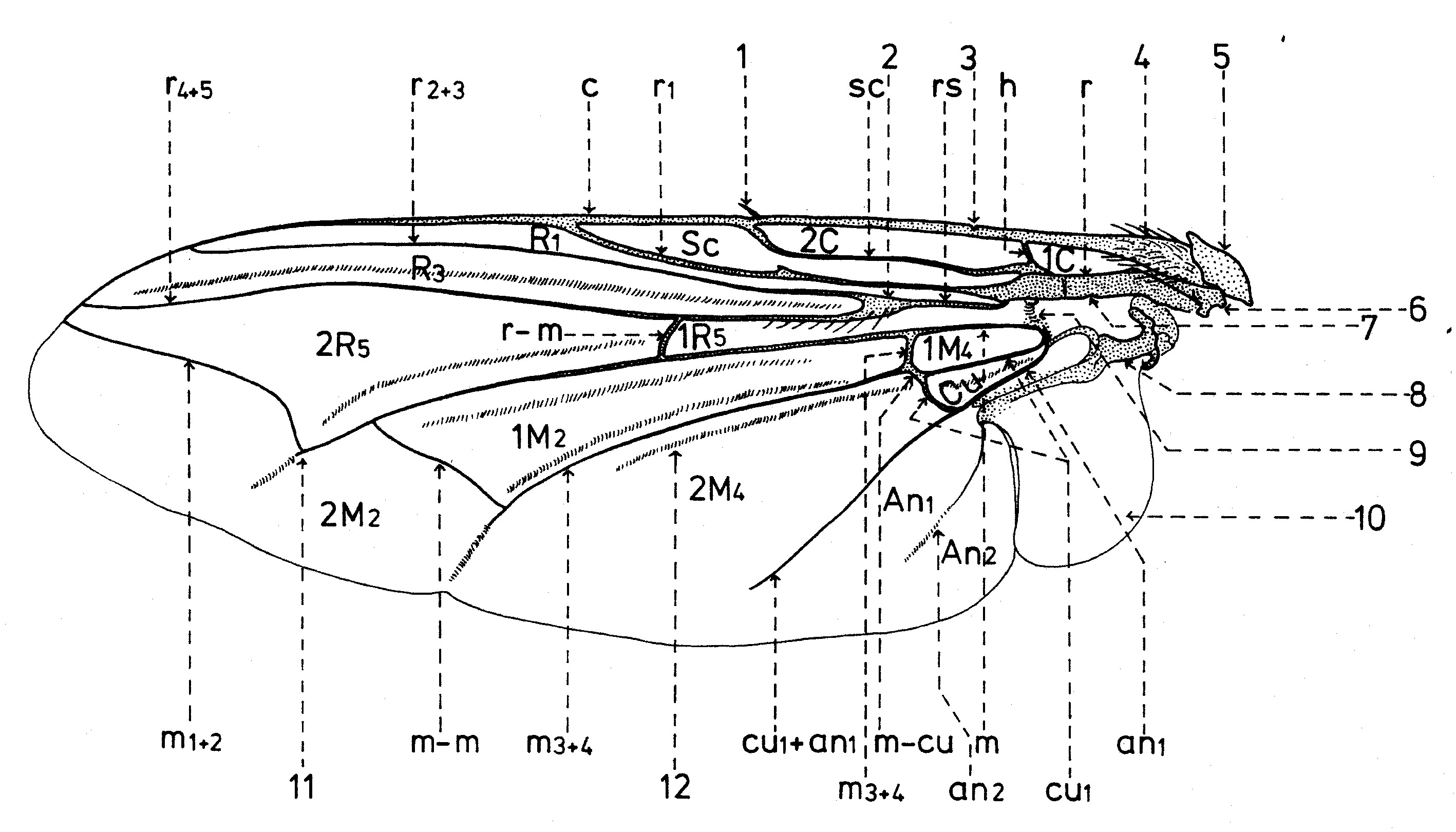
venação das asas de Sarcophagidae

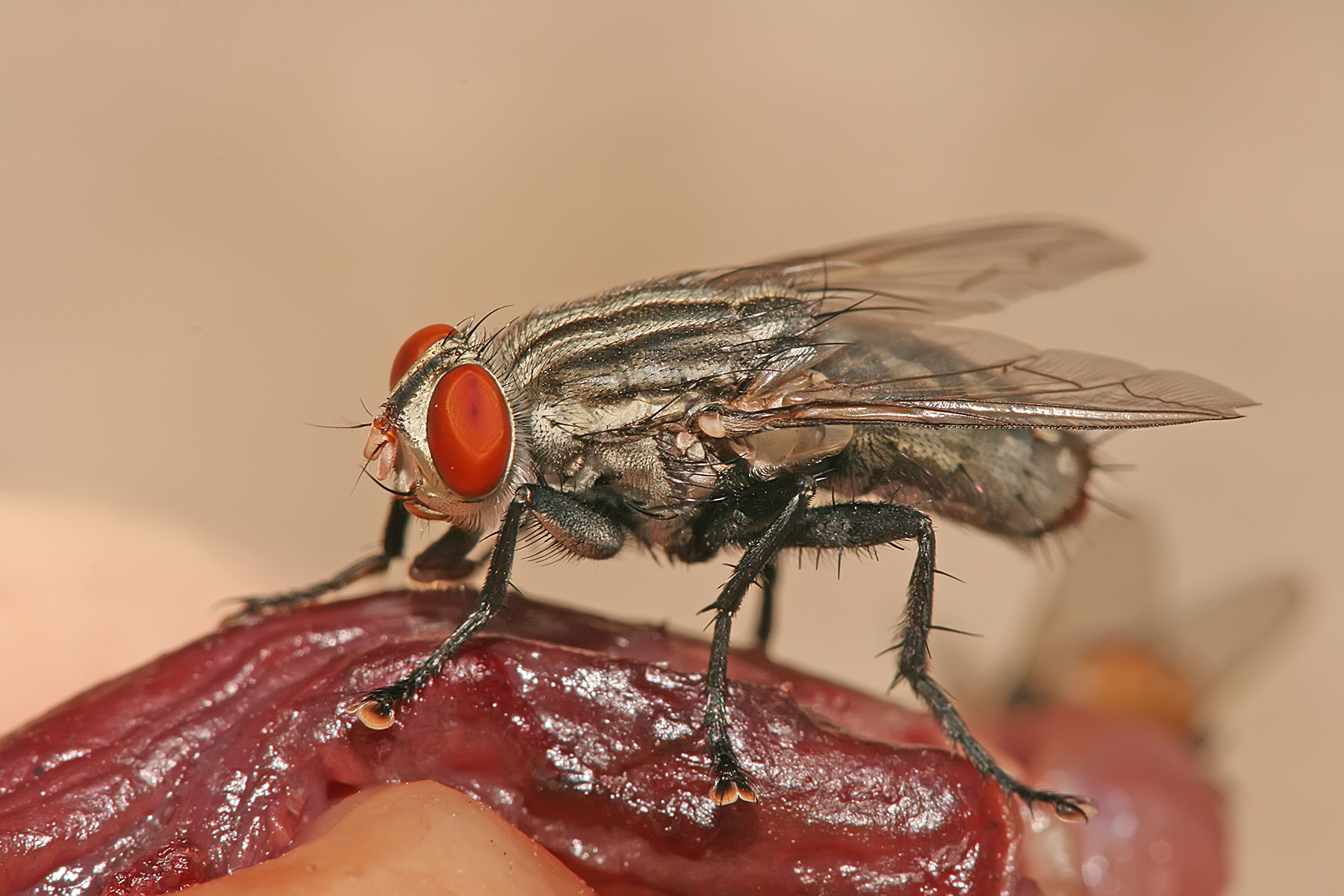
Sarcophaga nodosa Necrofagia

Os membros da subfamília Sarcophaginae são pequenas a grandes moscas de 0,16–0,9 polegadas (4,1–22,9 mm) com listras longitudinais pretas e cinza no tórax e xadrez no abdômen. Outras características importantes incluem olhos vermelhos e abdômen eriçado. Os esternitos abdominais II e III são livres e cobrem as margens dos tergitos. As cerdas pós-tumorais são em número de uma ou duas, faltando o par mais externo.
A cerda presutural está localizada abaixo da cerda notopleural, e mais próxima da cerda notopleural do que da cerda pós-tumoral mais externa. A cerda presutural está localizada mais alta ou no nível da cerda pós-tumoral. A cerda pós-tumoral posterior está localizada mesmo com ou em direção à linha média da cerda presutural. Quatro cerdas notopleurais estão presentes e dispostas na ordem - curta, longa, curta, longa - da frente para trás.
Veia M1 +2 (veia transversa anterior, veia medial 1 + 2) está sempre presente, e o cubitulus é fortemente dobrado em ângulo reto ou agudo; a veia Rs é dibranqueada.
Os olhos são lisos e raramente peludos.
A arista é plumosa em sua metade basal, ou raramente pubescente ou glabra.

## Taxonomia
A família contém três subfamílias, a Miltogramminae, a Paramacronychiinae e a Sarcophaginae, contendo entre elas 108 gêneros. Cerca de 2500 espécies estão nesta família.

## Biologia
Sarcophaginae :
A maioria das espécies do grande gênero Sarcophaga são necrófagas de pequenas carniça, como insetos mortos e caracóis ou vertebrados menores. Algumas espécies se alimentam de carcaças de vertebrados maiores. As larvas de mosca de carne ocasionalmente comem outras larvas, embora isso geralmente aconteça porque as outras larvas são menores e atrapalham. As moscas de carne e suas larvas também são conhecidas por comerem matéria vegetal em decomposição e excrementos, e podem ser encontradas ao redor de pilhas de composto e latrinas de fossa.
Miltogramminae :
Os membros desta subfamília são cleptoparasitas de abelhas e vespas solitárias.
Paramacronychiinae : 
Esta subfamília inclui lepidópteros predadores ou parasitóides (Agria), predadores em imaturos (principalmente prepupae) de abelhas (Brachicoma) e necrófagos generalistas e predadores de insetos (Sarcophila e Wohlfahrtia).